# 아사로 진흙상

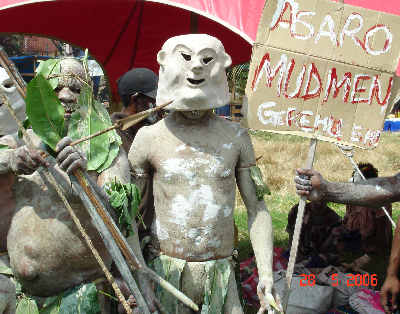
아사로 진흙상

아사로 진흙상(Asaro Mudmen)은 파푸아뉴기니 이스턴하일랜즈 주의 고로카 근교에 있는 조각상이다.
전설에 따르면 아사로 진흙상은 적대하는 부족과의 전투에서 패배해 아사로 강으로 몰렸을 때 해가 지기까지 기다렸다가 나온다고 한다. 진흙으로 가득한 강변에서 일어난 이들을 본 적들은 진흙으로 뒤덮인 이들을 유령이라고 간주한다. 파푸아 뉴기니의 많은 부족들은 유령을 두려워하기 때문에 이들을 보자 도망치고 아사로 진흙상들은 승리하게 된다.